# Addy van den Krommenacker
Adrianus (Addy) van den Krommenacker (Uden, 8 april 1950) is een Nederlands modeontwerper.

## Biografie
Van den Krommenacker is geboren in Uden, Noord-Brabant. Als kleine jongen tekende hij prinsessenjurken in behangboeken uit de schilderswinkel van zijn ouders. Als hij naar Den Bosch verhuist, gaat hij werken bij modeboetiek Tic-Tac, die hij later overneemt. In die tijd kleedt hij als stylist ook Sandra Reemer voor onder meer Sterrenslag, en later ook Willeke Alberti en Jette van der Meij.
Sinds 2001 maakt hij couture, die hij tijdens grote jaarlijkse shows presenteert, in binnen- en buitenland. Van den Krommenacker nam als jurylid deel aan America's Next Topmodel; modellen in de finale en ook presentatrice Tyra Banks lieten zich door hem kleden.
Van den Krommenacker heeft zijn salon in 's-Hertogenbosch, zijn ateliers zijn zowel in Milaan als in Den Bosch. Zijn inspiratie haalt hij onder meer uit Italiaanse landschappen zoals Santa Margherita Ligure en uit kunstwerken als de Tuin der lusten van Jheronimus Bosch. Dit kunstwerk heeft Addy geïnspireerd tot het maken van de "Bosch by Addy" collectie.
Op 29 oktober 2019 moest hij zijn faillissement aanvragen, maar enkele weken later maakte hij al een doorstart. Tegenwoordig is zijn atelier gevestigd in het oude notarishuis aan de Maasstraat in Grave, waar hij anno 2023 naast woonde in een tiny house.
In 2025 wordt Van den Krommenacker 75 jaar en zit hij 55 jaar in het vak. Om die reden komen er een documentaire over hem en een autobiografisch boek uit.

## Bruiden
Van den Krommenacker is niet alleen bekend om zijn couture voor bijvoorbeeld rode lopers. Hij wordt ook geroemd om zijn bruidsmode, die gekenmerkt wordt door prachtig kant uit Italië en Parijs. Naast diverse jurken voor leden van de koninklijke familie, maakte Addy in 2012 ook de trouwjurk van prinses Carolina de Bourbon de Parme, dochter van prinses Irene. Ook tal van bekende Nederlanders zoals Chantal Janzen zijn getrouwd in een creatie van Van den Krommenacker.

## Prijzen en onderscheidingen
In 2007 op de Alta Roma Fashion Week in Rome maakt Van den Krommenacker zijn internationale debuut. Zijn werk wordt dan bekroond met een Look of the Year-Award voor de beste buitenlandse ontwerper.
In 2011 wordt Addy geridderd in de Orde van Oranje-Nassau.
In 2016 wint Addy in Venetië de Premio Moda-award.